# Timna Nelson-Levy
Timna Nelson-Levy (en hebreo: תמנע נלסון-לוי‎; Jerusalén, 7 de julio de 1994) es una deportista israelí que compite en judo.
Participó en dos Juegos Olímpicos de Verano, en los años 2020 y 2024, obteniendo una medalla de bronce en Tokio 2020, en la prueba de equipo mixto. Ganó tres medallas en el Campeonato Europeo de Judo entre los años 2016 y 2024.

## Palmarés internacional
| Juegos Olímpicos   | Juegos Olímpicos | Juegos Olímpicos  | Juegos Olímpicos |
| Año                | Lugar            | Medalla           | Categoría        |
| ------------------ | ---------------- | ----------------- | ---------------- |
| 2020               | Tokio (Japón)    | Medalla de bronce | Equipo mixto     |
| Campeonato Europeo |                  |                   |                  |
| Año                | Lugar            | Medalla           | Categoría        |
| 2016               | Kazán (Rusia)    | Medalla de bronce | –57 kg           |
| 2022               | Sofía (Bulgaria) | Medalla de oro    | –57 kg           |
| 2024               | Zagreb (Croacia) | Medalla de bronce | –57 kg           |